# Rousettus leschenaultii
Rousettus leschenaultii is een zoogdier uit de familie van de vleerhonden (Pteropodidae). De wetenschappelijke naam van de soort werd voor het eerst geldig gepubliceerd door Desmarest in 1820.

## Beschrijving
R. leschenaultii heeft een bruin tot grijs-bruine uiterlijk. Het heeft lange, bleke haren onder de kin en een langwerpige snuit; en grote, donkere ogen. De kop-romplengte bedraagt 9,5–12 cm, de staartlengte is 1-1,8 cm en de voorarmlengte bedraagt 7,5-8,5 cm.

## Habitat en leefwijze
Deze vleerhondsoort komt voor in veel soorten habitats, variërend van tropische bossen tot stedelijke omgevingen. De soort leeft in grotten, verlaten gebouwen en tunnels. Een kolonie kan wel een paar duizend individuen bevatten. R. leschenaultii voedt zich vooral met fruit en nectar.

## Verspreiding
De soort komt voor in Cambodja, Indonesië, Laos, West-Maleisië, Myanmar, Thailand, Vietnam, Bangladesh, Bhutan, China, India, Nepal, Pakistan en Sri Lanka.